# Rodenbach (Haiger)
Rodenbach is een plaats in de gemeente Haiger in de Duitse deelstaat Hessen, en telde op 31 december 2017 809 inwoners.